# Вовк Михайло Павлович
'Михайло Павлович Вовк (21 листопада 1917 — 18 лютого 1989) — радянський офіцер-артилерист, Герой Радянського Союзу (1943), учасник німецько-радянської війни.

## Біографічні відомості
Михайло Вовк народився 21 листопада 1917 року в селі Гришівка (нині — Сахновщинський район Харківської області України) в селянській родині. Українець. Закінчив Костянтинівський індустріальний технікум (Донецька область), після чого працював на заводі в місті Камишині (Волгоградська область).
У 1939 році Вовк був призваний на службу в Червону армію. У 1941 році він закінчив Смоленське артилерійське училище.
З початку німецько-радянської війни — на її фронтах. До вересня 1943 старший лейтенант гвардії Михайло Вовк командував батареєю 1-ї гвардійської гарматної артилерійської бригади, 1-ї гвардійської артилерійської дивізії прориву 60-ї армії Воронезького (з 20 жовтня 1943 року перейменованого на 1-й Український фронт).
Відзначився під час битви за Дніпро. 26 вересня 1943 року в районі села Староглибів Козелецького району Чернігівської області старший лейтенант М. П. Вовк переправився через Дніпро і коригував вогонь своєї батареї, котра вела вогонь з лівого берега і знищила 3 важких міномети і більше роти німецької піхоти, що дозволило безперешкодно переправити через річку основні сили дивізії.
7 жовтня 1943 року М. П. Вовк опинився на спостережному пункті в оточені противника, що мав успіх в атаці на стику двох стрілецьких дивізій. З трьома розвідниками і двома зв'язківцями прийняв нерівний бій з піхотою противника. Відновивши зв'язок по радіо з батарею викликав вогонь на себе, згодом, узяв участь в атаці піхоти.
17 жовтня 1943 року присвоєно звання Героя Радянського Союзу з врученням ордена Леніна і медалі «Золота Зірка» (№ 2071).
Після закінчення війни Вовк продовжував службу в Радянській Армії.
У 1969 році у званні полковника він пішов у відставку. Проживав у Севастополі, помер 18 лютого 1989 року, похований на кладовищі «Кальфа» у Севастополі.

## Вшанування пам'яті

Меморіально дошка на домі в Севастополі де жив М. П. Вовк

У Севастополі на домі де жив М. П. Вовк, була встановлена присвячена йому меморіальна дошка.